# Recht op toegang tot het internet
Het recht op toegang tot het internet, ook gekend als het recht op een breedbandverbinding of de vrijheid om te verbinden is het idee dat alle personen de mogelijkheid moeten hebben om toegang te hebben tot het internet om hun vrijheid van meningsuiting en andere fundamentele rechten en vrijheden effectief te kunnen uitoefenen. Staten zouden een verplichting hebben om het internet algemeen toegankelijk te maken en bovendien zouden ze deze toegang niet onredelijk mogen beperken.
In omgekeerde richting wordt ook voorgesteld om een grondrecht in te stellen dat elkeen toelaat het internet niet te gebruiken.

## Europees Hof voor de Rechten van de Mens

### Vrijheid van meningsuiting
Volgens de vaste rechtspraak van het EHRM vindt de vrijheid van meningsuiting (artikel 10) toepassing op het internet, dat gezien wordt als een communicatiemiddel. Beperkingen op deze vrijheid moeten objectief worden geformuleerd in de wet, gerechtvaardigd worden (bijvoorbeeld noodzakelijk in een democratie of een dringende sociale nood) en proportioneel zijn.

#### Journalisten en pers
In Editorial Board of Pravoye Delo tegen Oekraïne stelde het Hof voor het eerst dat artikel 10 inhoudt dat staten de positieve verplichting hebben om een juridisch kader te scheppen om een effectieve bescherming van de vrijheid van meningsuiting te beschermen op het internet.
Het Hof heeft geponeerd dat de pers een opmerkelijke aanwezigheid heeft op het internet en daarom moet de vrijheid van meningsuiting van de pers nog meer worden gegarandeerd. Deze vrijheid moet bovendien nog meer worden beschermd indien de informatie het openbaar belang aanbelangt. Het Hof heeft in dit verband gesteld dat het internet een belangrijke rol speelt in de toegang van het publiek tot nieuws en informatie in het algemeen. Het onderhoud van internetarchieven valt daarom onder de bescherming van artikel 10.

#### Gevangenen
In Kalda tegen Estland besloot het Hof dat de Lidstaten geen verplichting hadden om gevangenen toegang te verlenen tot het internet. Echter, indien de overheid wel degelijk zo'n toegang toestaat, moet het motiveren waarom de toegang tot welbepaalde sites wordt geweigerd. In deze zaak werden de opgegeven redenen, zoals veiligheid en kosten, niet voldoende geacht om het recht op informatie te beknotten. Het Hof oordeelde dat artikel 10 van het Europees Verdrag voor de Rechten van de Mens (vrijheid van meningsuiting) werd geschonden.